# Список детей Приама
Статья содержит список детей троянского царя Приама, согласно древнегреческому эпосу и мифографическим источникам. Наиболее подробные списки содержатся у Псевдо-Аполлодора и Гигина. Знак ++ означает, что в рукописи Гигина имя испорчено.

## Сыновья Приама
- Агафон (Агатон). Сын Приама[1][2] от наложницы[3]. Имя a-ka-to (Агафон) встречается в микенских текстах[4].
- Аксион. Сын Приама[2]. Согласно поэме Лесхея, убит Еврипилом (сыном Евемона). Изображен на картине Полигнота в Дельфах[5].
- Александр. Имя Париса.
- Амик. Спутник Энея, брат Диора. Убит Турном[6]. Сын Приама[7] (?).
- Антиной. Сын Приама[2].
- Антиф. Сын Приама и Гекабы[3]. Убил одного грека. Убит Агамемноном[8].
- Антифонт. Сын Приама[9]. Убит Неоптолемом в ночь взятия Трои[10].
- Арет. Сын Приама[2] от наложницы[3].
- Архемах. Сын Приама[2] от наложницы[3].
- Асканий. Сын Приама[2] от наложницы[3].
- Астигон. Сын Приама от наложницы[3].
- Астином. Сын Приама[2]. Убит Ахиллом[11].
- Атас. Сын Приама от наложницы[3].
- Биант[12]. Сын Приама[2] от наложницы[3].
- +Бриссоний+. Сын Приама[2].
- Гектор.
- Гелен (сын Приама).
- Гиперион. Сын Приама[2] от наложницы[3].
- Гиперох (Гипирох). Сын Приама[2] от наложницы[3].
- Гиппас. Сын Приама[2].
- Гипподамант. Сын Приама от наложницы[3]. Убит Эантом[11].
- Гиппоной. Сын Приама и Гекабы[3].
- +Гиппосид+. Сын Приама[2].
- Гиппофой[13]. Сын Приама[9] от наложницы[3].
- Главк. Сын Приама от наложницы[3][14]. Возможно, «другой Главк», убитый Диомедом[15].
- Горгифион (Горгитион). Сын Приама[2] от наложницы[3]. Кастианиры[16]. Убит Тевкром[17].
- Деиопит. Сын Приама[2] от наложницы[3].
- Деифоб.
- Демокоонт. Сын Приама[2] от наложницы[3]. Из Абидоса. Убит Одиссеем[18].
- Дий. Сын Приама[2][19].
- Диор. Спутник Энея, родственник Приама[20]. Брат Амика. Участвовал в погребальных играх по Анхису, состязался в беге, получил третью награду[21]. Убит Турном[22].
- Долон. Сын Приама[2].
- Дорикл. Сын Приама[2] от наложницы[3]. Ранен Диомедом[23].
- Дриоп. Сын Приама[2] от наложницы[3].
- Евагор. Сын Приама[2] от наложницы[3].
- Евандр. Сын Приама[2] от наложницы[3].
- Идоменей. Сын Приама от наложницы[3].
- Ис. Побочный сын Приама. Убит Агамемноном[24].
- Илаг. Сын Приама[2].
- Кебрион. Сын Приама[2] от наложницы[3]. Убит Патроклом[25].
- Клит. Сын Приама: опечатка, сделанная при публикации перевода Гнедича  (в рукописях стоит слово "клича")[26],  соответственно у Гомера его имя отсутствует[27].
- Клоний[28]. Сын Приама от наложницы[3].
- Лаодок. Сын Приама от наложницы[3].
- Ликаон (сын Приама).
- Лисифой (Лиситой). Сын Приама от наложницы[3].
- Меланипп. Сын Приама от наложницы[3].
- Местор. Сын Приама[2] от наложницы[3]. В «Илиаде» упомянут как убитый[29]. Сторожил коров Приама (или Энея), убит Ахиллом в начале войны[30].
- Милий. Сын Приама от наложницы[3].

- Мунипп. Сын Приама и Киллы. Родился в день, когда Гекаба родила Париса. Приам, получив пророчество, что рожденный в тот день ребенок погубит Трою, убил Муниппа вместе с его матерью[31].
- Палемон. Сын Приама[2].
- Паммон. Сын Приама и Гекабы[3][32]. Убит Неоптолемом в ночь взятия Трои[10].
- Парис.
- Полидор (сын Приама).
- Полимедонт. Сын Приама[2] от наложницы[3].
- Полит (сын Приама).
- Проней. Сын Приама[2].
- Протодамант. Сын Приама[2].
- Телест. Сын Приама от наложницы[3].
- Троил.
- Филемон. Сын Приама от наложницы[3].
- Херсидамант. Сын Приама от наложницы[3].
- Хиродамант. Сын Приама[2].
- Хрисолай. Сын Приама[2].
- Хромий. Сын Приама[2] от наложницы[3]. Убит Диомедом[33].
- Эгеоней. Сын Приама от наложницы[3].
- Эрес. Сын Приама[2]. Герой, павший при взятии Трои. По Павсанию, в литературе не упоминается. Изображен на картине Полигнота в Дельфах[34].
- Эсак.
- Эхемон. Сын Приама от наложницы[3]. Убит Диомедом[33].
- Эхефрон. Сын Приама от наложницы[3].

## Дочери Приама
- Александра. См. Кассандра. Имя a-re-ka-sa-da-ra есть в микенских текстах[35].
- Аристодема. Дочь Приама от наложницы[3].
- Аристомаха. Дочь Приама. В поэме Стесихора «Возвращения» названа женой Критолая, сына Гикетаона[36]. Изображена на картине Полигнота в Дельфах среди троянских пленниц[37].
- Геникея. Дочь Приама[2].
- Геро. Дочь Приама[2].
- Демносия. Дочь Приама[2].
- Илиона. См. Фракия в древнегреческой мифологии.
- Кассандра.
- Креуса (дочь Приама).
- Лаодика (дочь Приама).
- Лисианасса. Дочь Приама[2].
- Лисимаха. Дочь Приама от наложницы[3].
- Медесикаста. Дочь Приама от наложницы[3]. Замужем за Имбрием, жила в Педеоне[38]. Изображена на картине Полигнота в Дельфах[39].
- Медуса. Дочь Приама[2] от наложницы[3]. Упомянута в оде Стесихора. Изображена на картине Полигнота в Дельфах среди троянских пленниц, сидящей на земле[40]. Возможно, её и её брата упоминает Овидий[41].
- Нереида. Дочь Приама[2].
- Поликсена.
- Фегея. Дочь Приама[2].
- Филомела. Дочь Приама[2].
- +Этионома+. Дочь Приама[2].